# Académie des beaux-arts de Venise
Pour les articles homonymes, voir Académie des Beaux-Arts.
L'Académie des beaux-arts de Venise, a été fondée par Giambattista Pittoni et Giambattista Tiepolo le 24 septembre 1750. Elle est située dans l'ancien Ospedale degli Incurabili, Dorsoduro, Venise.

## Historique
Gaspare Diziani en est l'un des fondateurs en 1755. Les premiers directeurs furent, dans l'ordre, Giovanni Battista Piazzetta, Giovanni Battista Tiepolo et Giambattista Pittoni. Il faut attendre 1807 pour qu'une galerie d'art puisse être constituée.
Au début du XIXe siècle, Giuseppe Borsato (1770-1849), professeur d'ornementation, y enseigne le style Empire, conforme aux modèles de Percier et de Fontaine.
Ludovico Lipparini (1802-1856) occupe en 1831 la chaire d'"Éléments figurés", avant de passer à celle, plus prestigieuse de "Peinture". Antonio Rotta, considéré comme l'un des plus grands représentants de l'histoire de Venise en peinture, a été récompensé par l'Académie de Venise comme modèle de peinture de genre.
Lors de concours réguliers, l'académie décerne des prix aux artistes les plus méritants.
En 2005, l'école des beaux-arts déménage du bâtiment de l'académie. En 2022, un partenariat de cinq ans est signé avec les Beaux-Arts de Paris. En 2023, 1 600 étudiants sont inscrits à l'académie.

## Bâtiment
Réalisée à partir du projet de l'architecte Gian Antonio Selva (déjà architecte de La Fenice), la façade était l'œuvre de Bernardino Maccarucci. Le bâtiment a subi un remodelage après 1945, effectué par l'architecte Carlo Scarpa.
Les Galeries de l'Académie de Venise abritent une riche collection issue des œuvres des grands peintres vénitiens, des objets religieux, des peintures restaurées ainsi que d'autres œuvres achetées, destinée initialement à l'initiation artistique des élèves de l'académie.
Début 2022, le bâtiment de l'académie devient le pavillon de la Côte d'Ivoire à l'occasion des prochaines éditions de la biennale de Venise. En 2023, l'académie conclut un accord avec les autorités du port de la ville pour étendre ses locaux à l'église Santa Marta adjacente.

## Quelques artistes ayant fréquenté l'académie
- Giulia Andreani
- Charles Atamian
- Francesco Bagnara
- Karl von Blaas
- Eugen de Blaas
- Giuseppe Borsato
- Ippolito Caffi
- Fabio Canal
- Antonio Canova
- Antonio Dal Zotto (étudiant, enseignant et directeur)
- Placido Fabris
- Francesca Genna
- Riccardo Licata
- Amedeo Modigliani
- Giovanni Battista Pittoni
- Antonio Rotta
- Cagnaccio di San Pietro
- Carlo Scarpa
- Augusto Sezanne (enseignant)
- Natale Schiavoni
- Ettore Tito
- Franz West
- Sergio Franzoi